# Amyna tristis
Amyna tristis är en fjärilsart som beskrevs av Druce 1898. Amyna tristis ingår i släktet Amyna och familjen nattflyn. Inga underarter finns listade i Catalogue of Life.